# 木口健太
木口 健太（きぐち けんた、1988年8月22日 - ）は、日本の俳優。茨城県出身。かつてはUNBLINK、バイツ、ティー・アーティストに所属していた。

## 経歴・人物
2011年、映画『もし高校野球の女子マネージャーがドラッカーの『マネジメント』を読んだら』の端役でスクリーンデビュー。2012年に自主映画『馬毛島クロス』で初めて主演を務めた（ただし、劇場未公開）。
2015年に出演した映画『おんなのこきらい』では、映画祭MOOSIC LAB 2014において男優賞を獲得した。
2016年に当時学生の松本千晶監督映画『傀儡』で主演を務め、2018年に当時自身が所属していたティー・アーティストの配給によって劇場公開作品での主演を果たした。
趣味は野球、読書、映画鑑賞。2018年6月には文芸誌「すばる」に映画批評を寄稿している。
中学校社会教員免許、高校地理公民教員免許の資格を持つ。

## 出演

### 映画
- らくごえいが「ビフォーアフター」（2013年4月6日公開、アールグレイフィルム、遠藤幹大監督）
- ヒカリエイガ「キラキラ」（2013年4月27日公開、加藤綾佳監督）
- RIGHT HERE RIGHT NOW（2014年3月9日、一見正隆監督） ※ユーロスペースで3日間限定上映
- 坂本君は見た目だけが真面目（2014年3月15日公開、映画美学校、大工原正樹監督） - 大木悟 役
- 激写!カジレナ熱愛中!（2014年3月15日公開、アートポート、安川有果監督）
- おんなのこきらい（2015年2月14日公開、SPOTTED PRODUCTIONS、加藤綾佳監督） - 高山幸太 役
- SHARING（2016年4月23日公開、篠崎誠監督） - 樹 役
- 64-ロクヨン- 前編/後編（2016年5月7日・6月11日公開、東宝、瀬々敬久監督） - NHA記者 役
- EVIL IDOL SONG（2016年8月20日公開、ブラウニー、大畑創監督） - 小坂茂 役
- まなざし（2016年8月27日公開、シネマアベニュー、卜部敦史監督）
- なりゆきな魂、（2017年1月28日公開、ワイズ出版、瀬々敬久監督） - 木口健 役
- 傀儡（2018年6月16日公開、T-artist、松本千晶監督） - 主演：藤真翔平 役
- 歯まん（2018年8月11日公開/2019年3月2日全国公開、アルゴ・ピクチャーズ、岡部哲也監督） - サラリーマン3 役
- 雪子さんの足音（2019年2月16日先行公開/5月18日全国公開、旦々舎、浜野佐知監督） - 拓二 役
- 疑惑とダンス（2019年3月2日公開、フラーム、二宮健監督） - マサオ 役
- ずぶぬれて犬ころ（2019年6月1日公開、パンドラ、本田孝義監督） - 主演：住宅顕信 役[7]
- セフレとセックスレス（2019年2月8日公開、ふくだももこ監督）- 森乃ケンタ役
- 成れの果て（2021年12月3日公開、SDP、宮岡太郎監督） -  布施野光輝 役[8]
- 夕方のおともだち（2022年2月4日公開、彩プロ、廣木隆一監督）
- 銀平町シネマブルース（2023年2月10日公開、SPOTTED PRODUCTIONS、城定秀夫監督） - 那須ヒロシ 役[9]
- Love song（2023年10月20日公開、児玉宜久監督） - 誠 役[10]
- クオリア（2023年11月18日公開、監督：牛丸亮） - ⽥中良介 役[11][12]
- 蟲（2025年10月17日公開予定、アルバトロス・フィルム、平波亘監督）[13]

#### 短編映画
- 無知と魚（2012年、一見正隆監督）
- 揺れるスカート（2014年、岡元雄作監督）
- Heavy Shabby Girl（2015年、東佳苗監督） - 佐々木健吾 役
- 僕もあの子も（2016年、松本花奈監督）
- 21世紀の女の子「セフレとセックスレス」（2019年2月8日公開、ABCライツビジネス、ふくだももこ監督）
- ひかりさす（2024年、脚本・監督：大内靖）[14]

### テレビドラマ
- BARレモン・ハート season2 第6話（2016年、BSフジ）
- 明日への誓い（2018年、テレビ朝日）
- カカフカカ-こじらせ大人のシェアハウス- 第1話・第7話（2019年4月26日・6月7日、MBSテレビ） - ダイスケ 役
- 特捜9 Season4（2021年） - 小川宏 役
- 死神バーバー（2023年10月31日・11月7日、TOKYO MX） - 主演・サクマ 役（桜井玲香とダブル主演）[15]
- 好きなオトコと別れたい 第7話・第8話（2024年5月16日・23日、テレビ東京）[16]

### 配信ドラマ
- あなたに聴かせたい歌があるんだ 第5話（2022年5月20日、Hulu） - 課長 役

### オリジナルビデオ
- 味噌汁's「MISO TV & SONGS」（2015年）　※ドラマ「ふうてん」に出演

### 舞台
- 勝手にワールドツアー -バイオリニストとコモリスト- （2014年、大塚グレコ）

### CM
- レオパレス21「ドラマ・カスタマイズ」篇（2014年） - 会社の先輩 役[17]